# Rooms-katholieke begraafplaats (Agra, India)

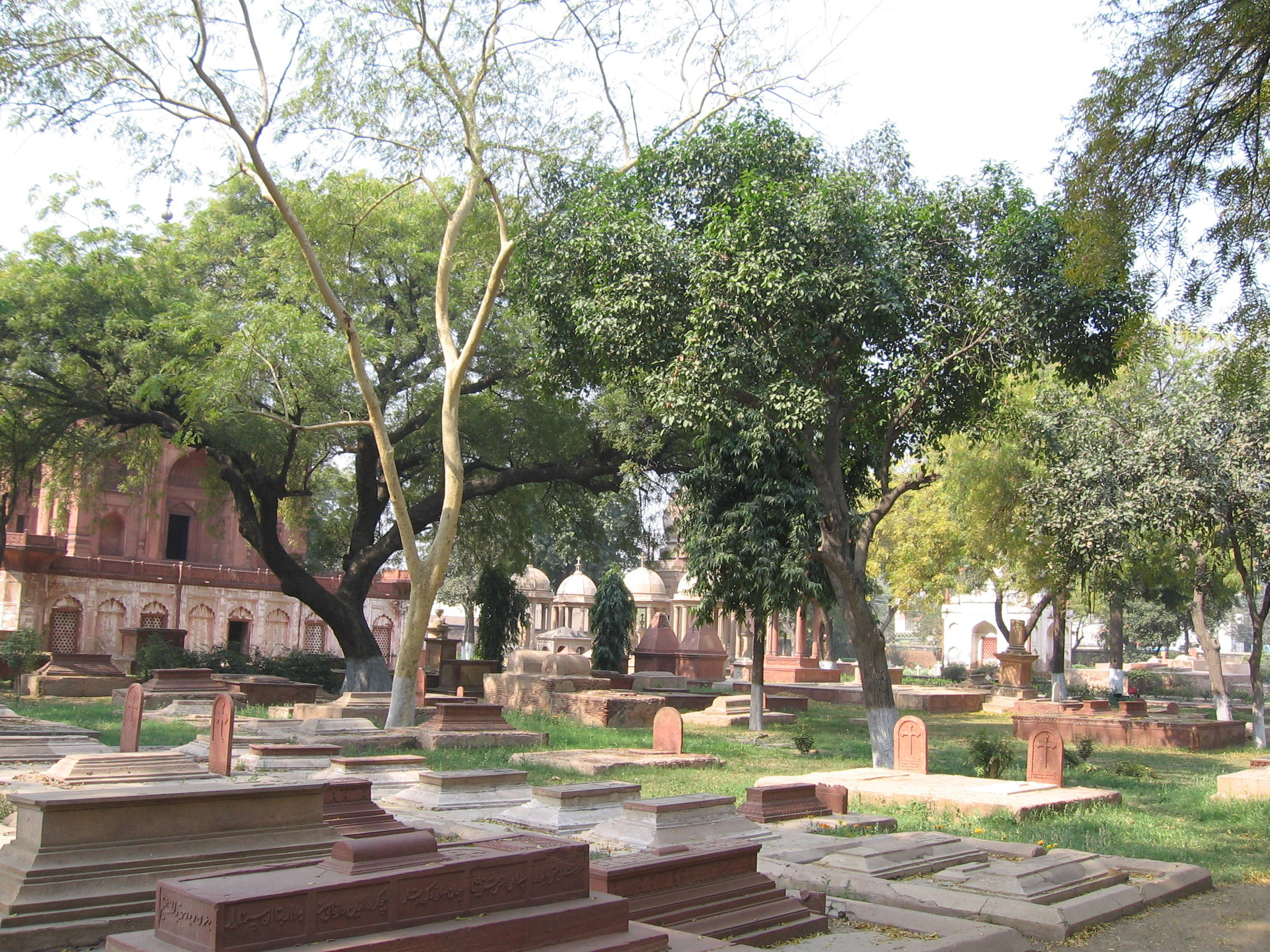
Begraafplaats

De Rooms-katholieke begraafplaats, gelegen in het noorden van de stad Agra, India is de oudste Europese begraafplaats in Noord-India. De begraafplaats werd in de 17e eeuw aangelegd door de Armeense koopman Khoja Mortenepus. 
Een aantal grafstenen in mogol stijl, met Armeense inscripties, is nog te bewonderen, waaronder die van kanonnenexpert Shah Nazar Khan en die van Khoja Mortenepus zelf. Er zijn ook graven van Europese missionarissen, handelaars en avonturiers te zien, zoals van de 18de-eeuwse Franse vrijbuiter Walter Reinhardt. 
De grootste tombe is die van John Hessing, Brits commandant in het leger van Scindia's, de heersers van Gwalior. Hessings tombe van rood zandsteen, die na zijn dood in 1803 werd gebouwd, is gemodelleerd naar de Taj Mahal. Een van de oudste graven is van de Engelse koopman John Mildenhall (1614), afgezant van Elizabeth I, die in 1603 bij het mogol hof kwam om toestemming te vragen. Andere interessante graven zijn van de Venetiaanse arts Bernardino Maffi en Geronimo Veroneo (vroeger door sommigen voor de architect van de Taj gehouden). Bij de kapel markeert een obelisk het graf van vier kinderen van generaal Perron, de Franse commandant van de Scindiatroepen. Een andere Fransman, Jean Philippe Bourbon, familielid van Hendrik IV van Frankrijk, ligt hier ook begraven.